# Dungmücken
Die Dungmücken (Scatopsidae) sind eine Familie der Zweiflügler (Diptera) und gehören zu den Mücken (Nematocera). Weltweit leben etwa 350 Arten dieser Tiergruppe, davon sind 35 Arten aus Deutschland bekannt. Es handelt sich um kleine bis mittelgroße Mücken.

## Merkmale
Die Dungmücken haben einen vollkommen unbehaarten Körper und stechen nicht. Sie sind vor allem in der Nähe von Dungstätten und Aborten zu finden. Die Art Scatopse notata ist dabei weltweit verbreitet (Kosmopolit) und hält sich nicht selten in Wohnungen an den Fensterscheiben auf. Andere Arten leben häufig auf Doldenblüten.

## Entwicklung
Die Larven der Dungmücken findet man vor allem auf Dung (Koprophagie), unter Rinde, in Pilzen, unter Falllaub oder in Totholz. Sie sind oft gesellig und zeichnen sich durch die auf längeren Röhren stehenden hinteren Öffnungen der Tracheen aus. Die Larven von Holoplagia transversalis  leben als Ameisengast in den Bauten von Formica-Arten. Die Larven von Scatops notata sind gelegentlich schädlich in Pilzzuchten, die auf der Grundlage von Pferdemist gehalten werden. Die Verpuppung findet an den Fraßplätzen statt, der größte Teil der Puppe wird dabei von der letzten Larvenhaut umgeben. Die Atmung der Puppe erfolgt über prothorakale Atemröhrchen (Brusthörnchen), die verzweigt sind.

## Fossile Belege
Fossile Belege dieser Familie sind rar. In kreidezeitlichem Kanadischem und Sibirischem Bernstein gefundene Dungmücken sind die ältesten fossilen Vertreter dieser Familie. Darüber hinaus sind Dungmücken aus verschiedenen tertiären Bernsteinvorkommen bekannt, darunter Vertreter der noch heute existierenden Gattung Scatopse in Baltischem und Mexikanischem Bernstein.